# Портрети Кім Ір Сена та Кім Чен Іра
Візуальні зображення Кім Ір Сена стали звичним явищем у Північній Кореї з 1940-х років за прикладом Йосипа Сталіна в Радянському Союзі та Мао Цзедуна в Китаї. Вивішування портретів Кім Ір Сена стало обов'язковим у 1970-х роках. У минулому вони також були обов'язковими в певних громадських місцях, таких як заводи, аеропорти, залізничні вокзали, вагони залізниці та метро. Зараз вони більше не з'являються в транспорті, навіть у деяких новобудовах. Портрети Кім Чен Іра висять поруч з портретами Кім Ір Сена з кінця 1970-х років. Портрет Кім Чен Ина вперше з'явився на публіці у 2018 році.
Правила щодо розміщення та догляду за портретами складні і часто змінюються. Вдома їх слід розміщувати на найпомітнішій стіні у вітальні, де немає нічого іншого, високо і дивитись вниз. Важливо, щоб портрети були чистими, і за це треба періодично перевіряти, що зазвичай покладається на господиню будинку.

## Історія

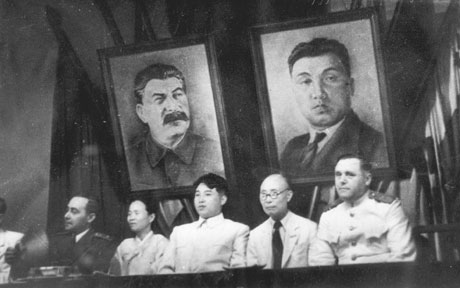
Портрет Кім Ір Сена поруч зі Сталіним під час 1-го з'їзду Трудової партії Північної Кореї у 1946 році

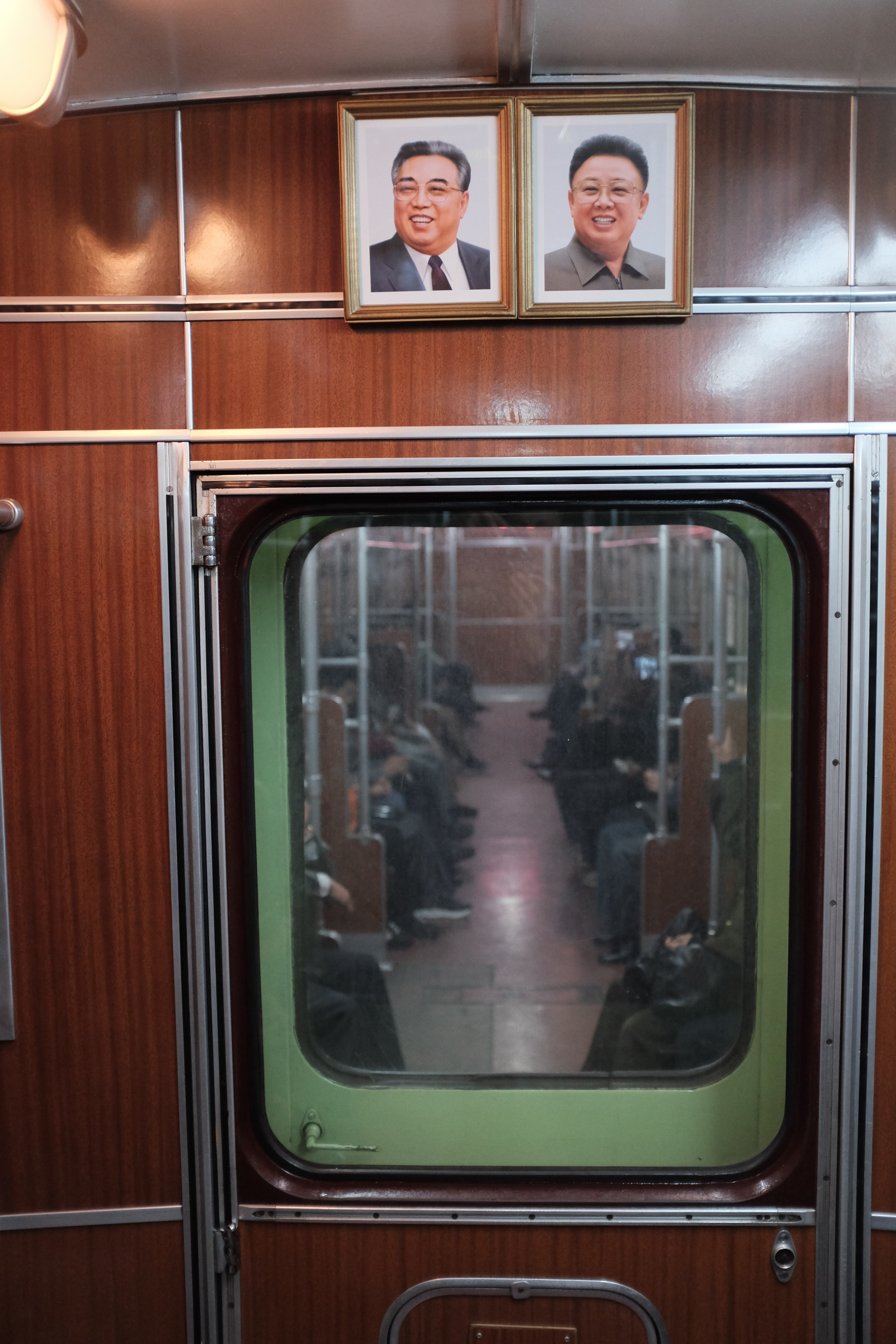
Портрети в пхеньянському метро

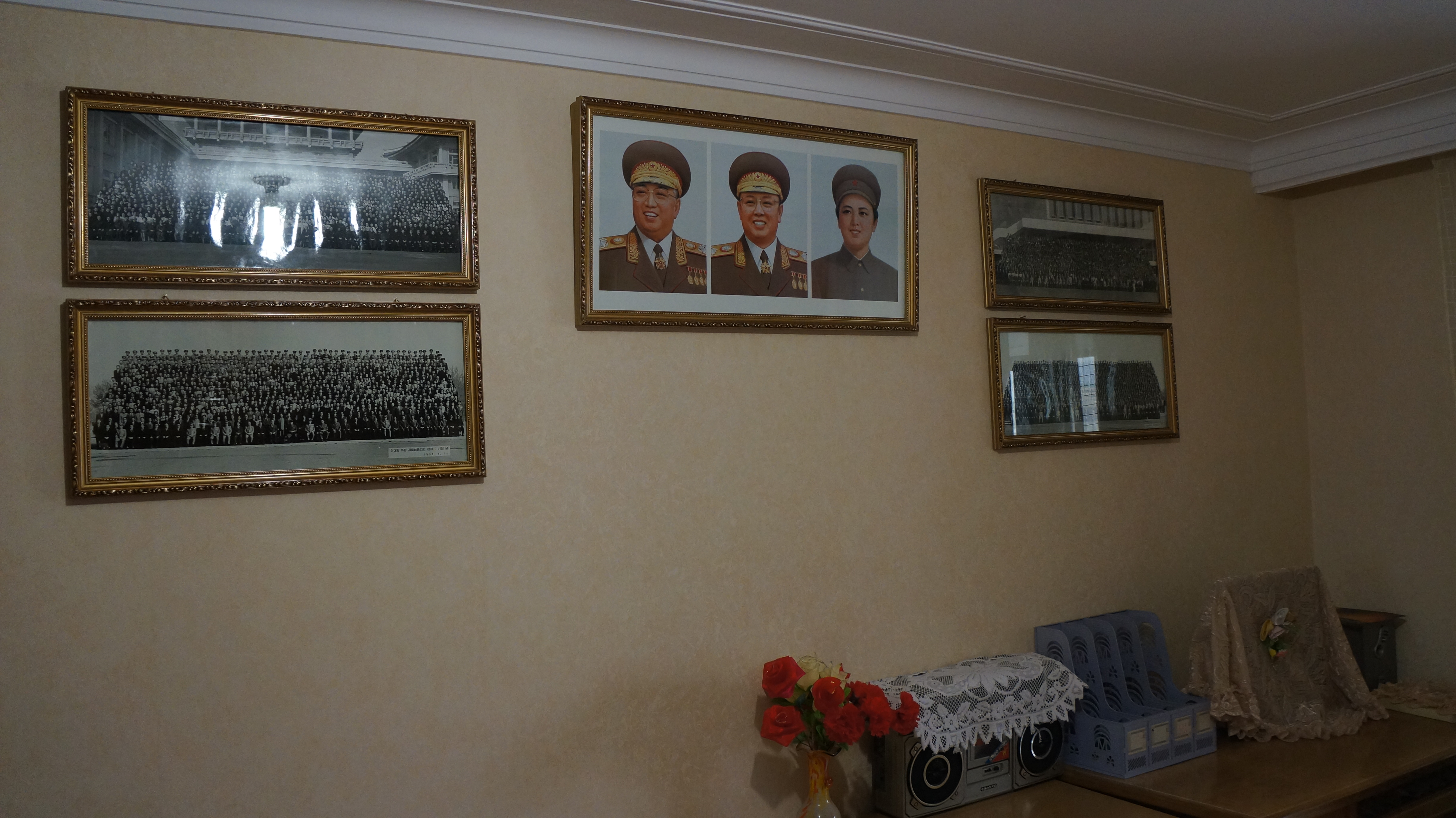
Портрети Кім Ір Сена, Кім Чен Іра та Кім Чен Сука у приватному будинку

З 1940-х років візуальні зображення Кім Ір Сена стали звичним явищем у Північній Кореї. Ця практика була запозичена з портретів Сталіна в Радянському Союзі та портретів Мао Цзедуна в Китаї. Вивішування портрета Кім Ір Сена в кожному будинку стало обов'язковим у 1970-х роках. Держава розповсюджувала такі портрети і наказувала людям вивішувати їх у своїх вітальнях. До 60-річчя Кім Ір Сена у 1972 році в Північній Кореї було більше портретів вождя, ніж у Радянському Союзі чи Китаї. У 1972 році обов'язкова демонстрація портретів була поширена на всі заводи, аеропорти та залізничні станції.
Наприкінці десятиліття північнокорейцям наказали повісити портрети Кім Чен Іра поруч із портретами Кім Ір Сена. Це правило було запроваджено відносно пізно, коли культ особи Кім Чен Іра вже був сформований. Причиною було те, що у нього було мало, а до 1980 року практично не було, конкурентів як у спадкоємця. Наказ про це став неофіційним, щоб північнокорейська пропаганда могла стверджувати, що існує спонтанний рух, який підтримує Кім Чен Іра. Приблизно до 1980 року ці два портрети висіли в кожному офісі та будинку.  У 1980-х роках правила щодо портретів були знову поширені на залізничний транспорт і вагони метро. Автобуси і трамваї були виключені з невідомих причин. З початку 1990-х років портрети Кім Чен Іра були такого ж розміру, як і портрети Кім Ір Сена, а їх розміщення було стандартизовано таким чином, щоб вони завжди висіли пліч-о-пліч. У 1990-х роках було додано третій вид портретів, на яких Кім Чен Ір і Кім Ір Сен обговорюють питання управління державою. Високопосадовці отримали ще один портрет — першої дружини Кім Ір Сена і матері Кім Чен Іра, Кім Чен Сук. В офісах, однак, ця картина не висить. В останні роки суспільне значення портретів зменшилося.
Образ Кім Ір Сена змінювався з віком і відповідно до політичних течій: на ранніх портретах 1960-х років він зображений у костюмі Мао, тоді як на портретах 1980-х років — у західному костюмі. Через роки після смерті він почав з'являтися у військовій формі тевонсу (генералісимуса). Зображення Кім Чен Іра також перейшли від костюма Мао до форми Тхевонсу.
За Кім Чен Ина зовнішній вигляд портретів стає все більш стандартизованим. Нинішні версії портретів складаються з Кім Ір Сена в костюмі західного стилю та Кім Чен Іра в його фірмовому зеленому комбінезоні.
Портрет Кім Чен Ина вперше був виставлений на загальний огляд у листопаді 2018 року під час візиту президента Куби Мігеля Діаса-Канеля до Пхеньяна.
Андрій Ланьков, експерт з Північної Кореї, зазначає, що набір правил щодо портретів часто змінюється, що робить його «вражаючим своєю постійною плинністю».

## Використання портретів

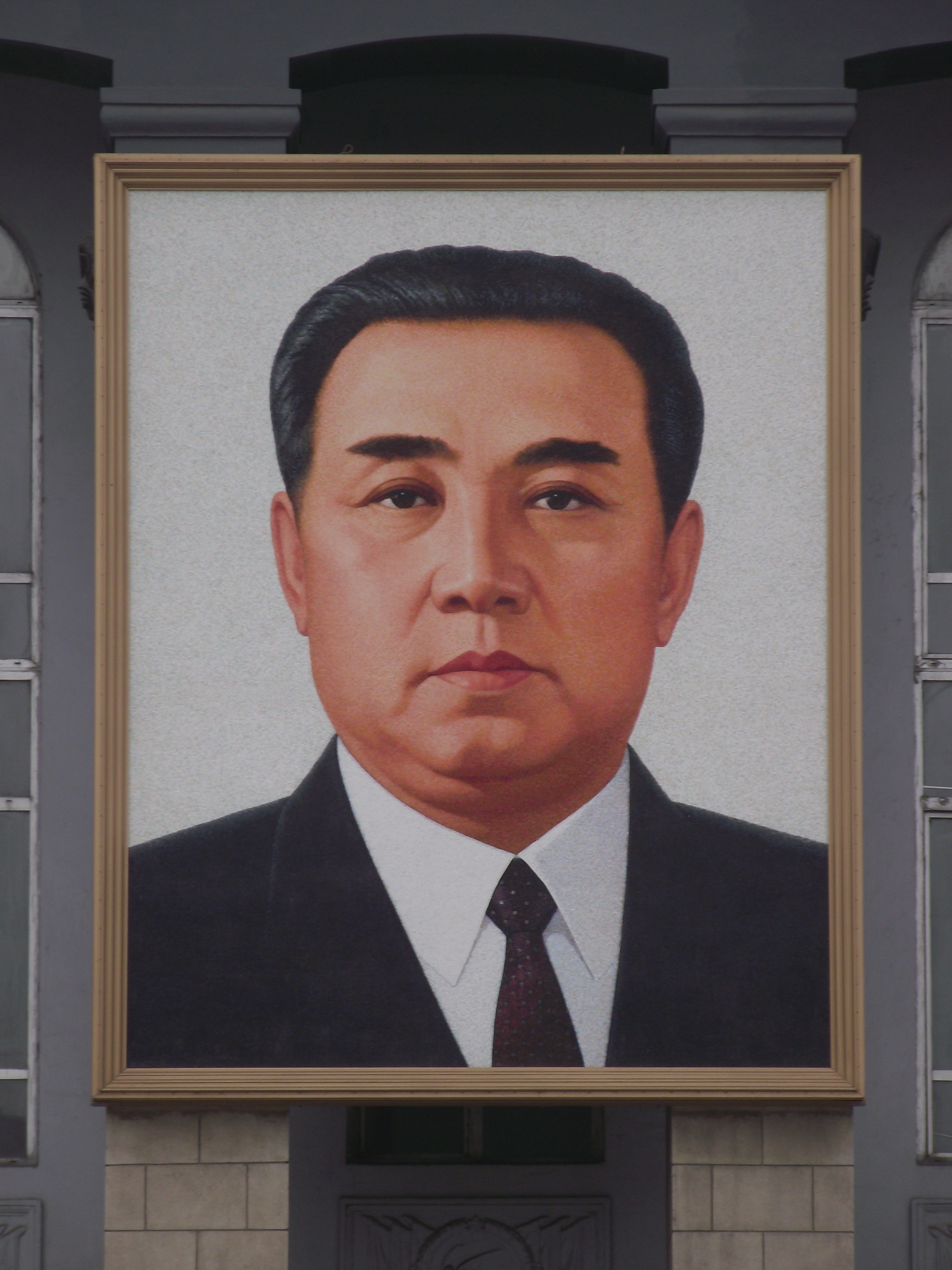
Офіційний портрет Кім Ір Сена, розміщений на головній міністерській будівлі на площі Кім Ір Сена

Сьогодні ці портрети можна знайти в Північній Кореї повсюди. Правила щодо розміщення та догляду за портретами є складними. Портрети слід вішати на найпомітнішій стіні у квартирі, на якій більше нічого не повинно бути, бажано у вітальні. Вони повинні бути чистими і не повинні бути зміщені від центру. Будь-яка неповага до зображень вождів є злочинною. Це стосується не лише портретів, розвішаних на стінах, але й, наприклад, зображень у газетах. Будь-яке пошкодження або знищення портретів тягне за собою розслідування і, якщо підозрюваного визнають винним, покарання. За неналежне розвішування портретів передбачено покарання у вигляді одного дня каторжних робіт на будівельному майданчику. Портрети мають бути захищені навіть у випадку надзвичайної ситуації. Втім, недбале ставлення до портретів вважається досить незначним правопорушенням, і тому є типовим зізнанням, яке люди роблять під час сеансів взаємної критики. Випадкові перевірки портретів проводяться щомісяця, принаймні за часів правління Кім Ір Сена, але інмінбан (сусідська варта) іноді попереджає людей про перевірку.
Коли північний кореєць змінює квартиру, він або вона повинні почати з того, що повісити портрети. Зазвичай портрети вішають на стіну без нічого іншого, високо і дивляться вниз. Деякі сім'ї вклоняються портретам щоранку і щовечора, вітаючись з ними, хоча вклонятися їм не є обов'язковим навіть у громадських місцях. Коли північнокорейська родина оплакує померлого члена сім'ї, церемоніальні привітання і підношення робляться на честь померлого, але тільки після того, як обидва портрети пройшли однакову обробку. Зазвичай за чистотою портретів слідкують дорослі в домі, як правило, мати родини. Вони протирають скло щоранку. Іноді під портретами стоїть коробка, в якій зберігається біла ганчірка для витирання пилу, яку не можна використовувати для інших цілей.
Крім будинків, портрети прикрашають офіси, фабрики, магазини, лікарні, класи та бібліотеки, палуби кораблів і передні частини поїздів. У громадських будівлях їх розміщують над головними входами. Усі портрети виготовлені художньою студією Mansudae Art Studio. Вони засклені та обрамлені деревом.

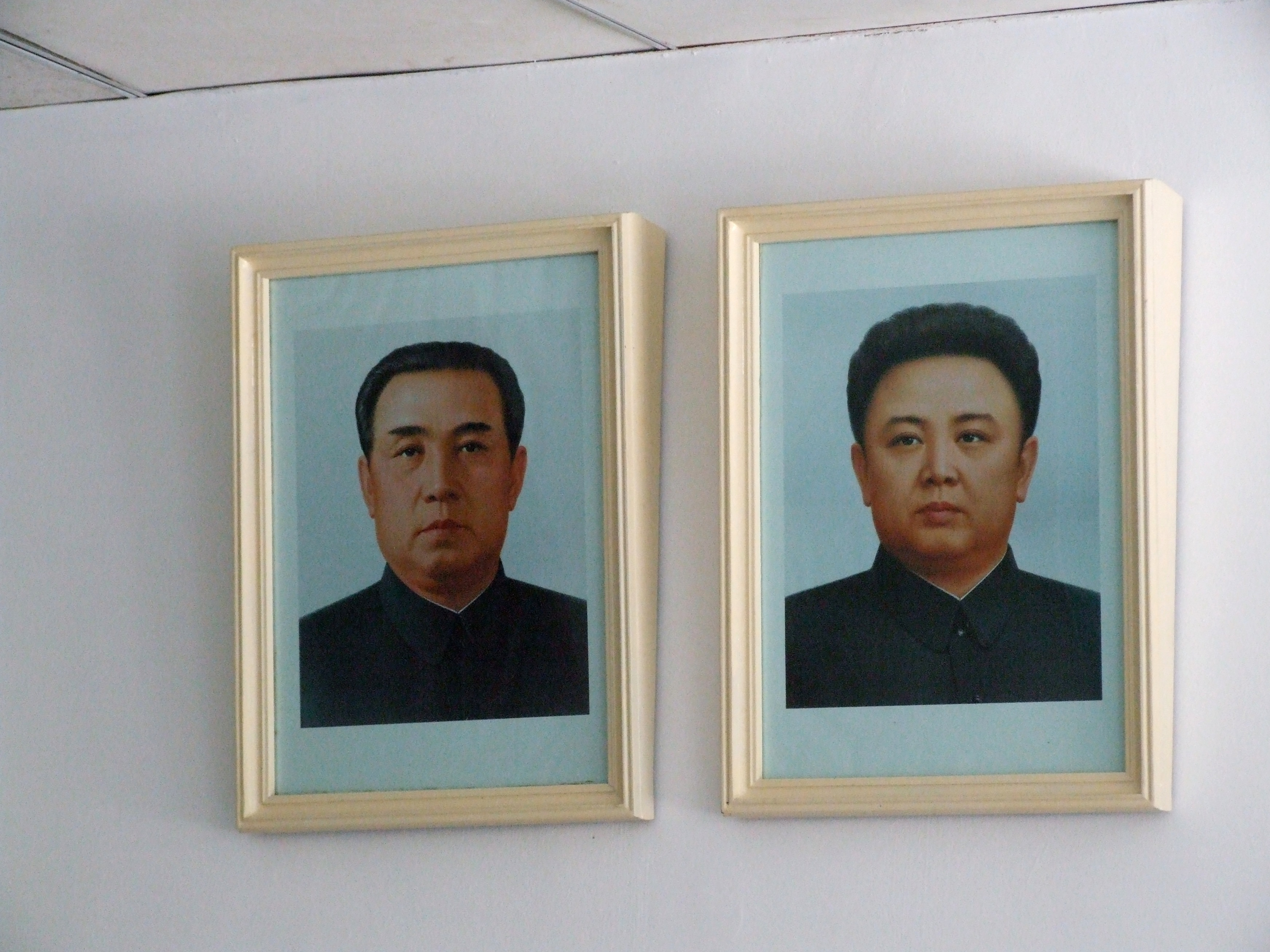
Офіційні портрети Кім Ір Сена та Кім Чен Іра, що використовувалися у 1970-х та 1980-х роках

Історії про те, як північнокорейці рятують портрети вождя від знищення, десятиліттями висвітлювалися в північнокорейських ЗМІ, а також поширювалися інмінбаном. Наприклад, у 2007 році повідомлялося, що робітник заводу врятував портрети свого вождя і свою п'ятирічну доньку із затопленого будинку. Коли його накрила вода, він відпустив доньку, але зумів втримати портрети. Такий подвиг може значно підвищити соціальний статус людини, покращивши її сонбун (соціальний ранг у Північній Кореї). Порятунок портретів ґрунтується на довільній інтерпретації Десяти принципів побудови монолітної ідеологічної системи.

## Особливі портрети
Окрім стандартних портретів, були й особливі випадки. Один з них — подарунок від Сирійської Арабської Республіки, портрет Кім Ір Сена, який повністю складається з арабської каліграфії його праці «Рух неприєднання — могутня антиімперіалістична революційна сила сучасності», що експонується на Міжнародній виставці дружби. Найбільший портрет Кім Ір Сена, принаймні в Пхеньяні, був розміром 15 на 11 метрів і висів у пхеньянському універмазі № 1 у 1990-х роках.

### Цитовані роботи
- Cha, Victor (2012). The Impossible State: North Korea, Past and Future. London: Random House. ISBN 978-1-4481-3958-3.
- Do, Kyung-ok; Kim, Soon-am; Han, Dong-ho; Lee, Keum-soon; Hong, Min (2015). White Paper on Human Rights in North Korea 2015 (PDF). Seoul: Korea Institute for National Unification. ISBN 978-89-8479-802-1. Архів оригіналу (PDF) за 20 лютого 2018.
- Lankov, Andrei (2007). North of the DMZ: Essays on Daily Life in North Korea. Jefferson: McFarland. ISBN 978-0-7864-5141-8.
- Lankov, Andrei (2015). The Real North Korea: Life and Politics in the Failed Stalinist Utopia. Oxford: Oxford University Press. ISBN 978-0-19-939003-8.
- Portal, Jane (2005). Art Under Control in North Korea. London: Reaktion Books. ISBN 978-1-86189-236-2.